# 요르고스 포타키스
요르고스 포타키스(그리스어: Γεώργιος Φωτάκης, 1981년 10월 29일, 펠로폰네소스 주 칼라마타 ~)는 그리스의 전직 프로 축구 선수로, 현역 시절 미드필더로 활약했다.
그는 가장 최근에 파나하이키에서 활약했다.

## 클럽 경력
포타키스는 처음에 자국 그리스 리그의 PAOK, 칼리테아, 그리고 에갈레오에서 활약했다. 그는 2006년 1월에 스코틀랜드의 킬마녹으로 이적했지만, 실제로 리그 경기에 출전하지 못했다. 그는 2006년에 AEL로 이적하며 그리스 무대에 복귀했고, 이후 2009년 여름에 PAOK로 이적했다. 그는 PAOK에서 4년 연속으로 활약한 뒤 샨르우르파스포르와 1+1년 계약을 맺었다. 2014년 1월 31일, 그는 아트로미토스와 1년 반 계약을 맺었다. 2014년 5월 27일, 아트로미토스는 포타키스와 결별했음을 밝혔다. 2015년 8월 31일, 포타키스는 파네톨리코스와 1년 계약을 체결했다. 2015년 6월 25일, 포타키스는 베리아와 구두 계약을 맺었지만, 공식적으로 이적이 성사되지 못했고, 1년 가까이 소속 구단 없이 지냈다. 2016년 2월 5일, 수페르리가 엘라다의 판트라키코스가 포타키스와 시즌 말까지 계약했음을 밝혔다. 2016년 8월 8일, 포타키스는 감마 에트니키의 파나하이키와 계약했다.

## 국가대표팀 경력
포타키스는 그리스 U-21 국가대표팀 경기에 출전했고, 2004년 하계 올림픽에서도 3경기에 출전했다.
포타키스는 2009년에 그리스 국가대표팀 신고식을 치렀다.

## 수상
AEL
- 그리스 컵: 2006–07[13]